# Opisthoncus machaerodus
Opisthoncus machaerodus är en spindelart som beskrevs av Simon 1909. Opisthoncus machaerodus ingår i släktet Opisthoncus och familjen hoppspindlar. Inga underarter finns listade i Catalogue of Life.